# Скампитела (Авелино)
Скампитела (итал. Scampitella) је насеље у Италији у округу Авелино, региону Кампанија.
Према процени из 2011. у насељу је живело 977 становника. Насеље се налази на надморској висини од 781 м.

## Становништво
Према резултатима пописа становништва 2011. у општини је живело 1.344 становника.
| 1931. | 1936. | 1951. | 1961. | 1971. | 1981. | 1991. | 2001. | 2011. |
| ----- | ----- | ----- | ----- | ----- | ----- | ----- | ----- | ----- |
| 1.628 | 1.775 | 1.867 | 2.101 | 2.037 | 2.018 | 1.846 | 1.435 | 1.344 |